# Buddisering
Buddisering (uppkallad efter dansken C. Budde) var en metod som användes särskilt kring sekelskiftet 1800/1900 för att förlänga hållbarheten hos mjölk. Mjölken värmdes upp till 50-55°C och väteperoxid tillsattes. Det kallades sterilisering av mjölken, men var egentligen en ofullständig avdödning av bakterierna som fanns i den. Metoden fick aldrig någon egentlig acceptans bland annat för att mängden väteperoxid som behövde tillsättas varierade på grund av mjölkens kvalité. Tillsattes för liten mängd minskade förekomsten otillfredsställande av i mjölken sjukdomsorsakande bakterier så smittrisken fanns kvar och tillsattes för mycket smakade mjölken illa. Olika former av uppvärmning, senare standardiserat som pastörisering ersatte buddiseringen och var betydligt effektivare.